# Быструшкин, Александр Павлович
Александр Павлович Быструшкин (род. 1 января 1949, Галич, Ивано-Франковская область) — советский и украинский актёр. Народный артист Украины (2001).

## Биография
Родился 1 января 1949 года в г. Галич, Ивано-Франковская область, Украинская ССР. Окончил факультет драмы Киевского института театрального искусства имени И. К. Карпенко-Карого (1970).
В 1970—1993 — актёр Национального академического украинского драматического театра им. Франко. С 1993 — начальник Главного управления культуры, искусств и охраны памятников Киевской администрации.
2005—2009 гг. — начальник управления гуманитарной политики администрации Президента Украины.

## Фильмография
- 1969 — Комиссары — комиссар (в титрах не указан)
- 1970 — Мир хижинам, война дворцам — офицер
- 1971 — Живая вода — Андрей
- 1972 — Тайник у Красных камней — Гулам
- 1973 — Дума о Ковпаке — партизан
- 1973 - Свадьба (производство СССР-Югославия, режиссёр Радомир Шаранович)
- 1973 — Повесть о женщине — Саша
- 1975 — Рождённая революцией — Федорчук
- 1981 — Ярослав Мудрый — Полулик
- 1982 — Если враг не сдаётся… — Кузнецов
- 1983 — Ускорение — Гайли
- 1986 — Приближение к будущему
- 1987 — Государственная граница — Данилюк (Государственная граница. За порогом победы)
- 1990 — Война на западном направлении — сотрудник «органов»
- 1991 — Бухта смерти — Петренко
- 1991 — Убить «Шакала» — Виталий Фёдорович Рубин
- 1993 — Стамбульский транзит — представитель Интерпола
- 1995 — Казнённые рассветы — Орлов
- 1998 — Тупик — Щур
- 2000 — Чёрная рада — Иван Выговский
- 2000 — Непокорённый — человек в штатском
- 2005 — Братство — Николай I

## Награды и признание
- 1982 — Заслуженный артист Украинской ССР
- 2000 — Почётная грамота Кабинета Министров Украины[2]
- 2001 — Народный артист Украины
- 2003 — Орден «За заслуги» III степени[3]